# Remo nos Jogos Olímpicos de Verão de 2008 - Dois sem feminino
As competições da classe dois sem feminino (barcos com dois tripulantes sem timoneiro) do remo nos Jogos Olímpicos de Verão de 2008 foram realizadas entre os dias 9 e 16 de agosto. Os eventos foram disputados no Parque Olímpico Shunyi.

## Medalhistas
| Ouro   | ROU Georgeta Andrunache e Viorica Susanu |
| Prata  | CHN Wu You e Gao Yulan                   |
| Bronze | BLR Yuliya Bichyk e Natallia Helakh      |

## Resultados

### Eliminatórias
- Regras de classificação: 1→FA, 2..→R

#### Eliminatória 1
| Pos. | Atletas                        | País              | Tempo               |    |
| ---- | ------------------------------ | ----------------- | ------------------- | -- |
| 1    | Yuliya Bichyk, Natallia Helakh | BLR Bielorrússia  | 7:24.47             | FA |
| 2    | Juliette Haigh, Nicola Coles   | NZL Nova Zelândia | 7:31.45             | R  |
| 3    | Wu You, Gao Yulan              | CHN China         | 7:32.50             | R  |
| 4    | Kim Crow, Sara Cook            | AUS Austrália     | 7:44.04             | R  |
| 5    | Zoe Hoskins, Sabrina Kolker    | CAN Canadá        | Barco acima do peso | R  |

#### Eliminatória 2
| Pos. | Atletas                                | País               | Tempo   |    |
| ---- | -------------------------------------- | ------------------ | ------- | -- |
| 1    | Georgeta Andrunache, Viorica Susanu    | ROU Romênia        | 7:22.69 | FA |
| 2    | Lenka Wech, Maren Derlien              | GER Alemanha       | 7:28.66 | R  |
| 3    | Louisa Reeve, Olivia Whitlam           | GBR Grã-Bretanha   | 7:29.88 | R  |
| 4    | Portia McGee, Anne Cummins             | USA Estados Unidos | 7:29.95 | R  |
| 5    | Inene Pascal-Pretre, Stephanie Dechand | FRA França         | 7:42.92 | R  |

### Repescagens
- Regras de classificação: 1-2→FA, 3..→FB

#### Repescagem 1
| Pos. | Atletas                                | País              | Tempo   |    |
| ---- | -------------------------------------- | ----------------- | ------- | -- |
| 1    | Juliette Haigh, Nicola Coles           | NZL Nova Zelândia | 7:32.64 | FA |
| 2    | Louisa Reeve, Olivia Whitlam           | GBR Grã-Bretanha  | 7:34.54 | FA |
| 3    | Kim Crow, Sara Cook                    | AUS Austrália     | 7:38.48 | FB |
| 4    | Inene Pascal-Pretre, Stephanie Dechand | FRA França        | 7:41.87 | FB |

#### Repescagem 2
| Pos. | Atletas                     | País               | Tempo   |    |
| ---- | --------------------------- | ------------------ | ------- | -- |
| 1    | Wu You, Gao Yulan           | CHN China          | 7:23.71 | FA |
| 2    | Lenka Wech, Maren Derlien   | GER Alemanha       | 7:27.02 | FA |
| 3    | Portia McGee, Anne Cummins  | USA Estados Unidos | 7:32.26 | FB |
| 4    | Zoe Hoskins, Sabrina Kolker | CAN Canadá         | 7:40.22 | FB |

### Finais

#### Final B
| Pos. | Atletas                                | País               | Tempo   |
| ---- | -------------------------------------- | ------------------ | ------- |
| 1    | Portia McGee, Anne Cummins             | USA Estados Unidos | 7:33.17 |
| 2    | Inene Pascal-Pretre, Stephanie Dechand | FRA França         | 7:36.25 |
| 3    | Zoe Hoskins, Sabrina Kolker            | CAN Canadá         | 7:37.27 |
| 4    | Kim Crow, Sara Cook                    | AUS Austrália      | 7:40.93 |

#### Final A
| Pos. | Atletas                             | País              | Tempo   |
| ---- | ----------------------------------- | ----------------- | ------- |
|      | Georgeta Andrunache, Viorica Susanu | ROU Romênia       | 7:20.60 |
|      | Wu You, Gao Yulan                   | CHN China         | 7:22.28 |
|      | Yuliya Bichyk, Natallia Helakh      | BLR Bielorrússia  | 7:22.91 |
| 4    | Lenka Wech, Maren Derlien           | GER Alemanha      | 7:25.73 |
| 5    | Juliette Haigh, Nicola Coles        | NZL Nova Zelândia | 7:28.80 |
| 6    | Louisa Reeve, Olivia Whitlam        | GBR Grã-Bretanha  | 7:33.61 |

Legenda
| Recorde mundial      | Recorde mundial (World record)               |                       | Recorde africano                      | Recorde africano (African) |                                           | Q | Classificado por posição (Qualified) |
| Recorde olímpico     | Recorde olímpico (Olympic record)            | Recorde da América    | Recorde da América (Americas)         | q                          | Classificado por melhor tempo (Qualified) |   |                                      |
| Melhor marca do ano  | Melhor marca do ano (World leading)          | Recorde asiático      | Recorde asiático (Asian)              | DNS                        | Não largou (Did not start)                |   |                                      |
| Recorde nacional     | Recorde nacional (National record)           | Recorde europeu       | Recorde europeu (European)            | DNF                        | Não terminou (Did not finish)             |   |                                      |
| Recorde pessoal      | Recorde pessoal do atleta (Personal best)    | Recorde da Oceania    | Recorde da Oceania (Oceania)          | DSQ / DQ                   | Desclassificado (Disqualified)            |   |                                      |
| Recorde da temporada | Recorde da temporada do atleta (Season best) | Recorde sul-americano | Recorde sul-americano (South America) | NM                         | Sem marca (No mark)                       |   |                                      |

### Remo
| S | Classificado(a) para as semifinais |    |                        | FA | Final A (disputa de medalhas) |  |  | FD | Final D (sem medalhas) |
| Q | Classificado(a) para as quartas    | FB | Final B (sem medalhas) | FE | Final E (sem medalhas)        |  |  |    |                        |
| R | Classificado(a) para a repescagem  | FC | Final C (sem medalhas) | FF | Final F (sem medalhas)        |  |  |    |                        |